# Shanna Moakler
Shanna Moakler (Providence, 28 de març de 1975) és una model i actriu dels Estats Units. Va ser Miss Estats Units el 1995 i actuà a les sèries de televisió Pacific Blue i Meet the Bakers.